# Àvgust Davídov
Àvgust Iúlievitx Davídov (en rus: Август Юльевич Давидов) (1823-1885) va ser un matemàtic rus, catedràtic de la universitat de Moscou.

## Vida i Obra
Fill d'un metge, va ingressar a la universitat de Moscou el 1841, graduant-se el 1845. El 1848 va defensar la seva tesi sobre la teoria del equilibri dels cossos flotants, demostrant un mètode analític general per determinar les posicions d'equilibri dels cossos flotants.
El 1850 va començar a donar classes a la universitat de Moscou, a la qual va pertànyer tota la seva vida, essent també degà de la facultat de ciències.
Els seus treballs versen sobre equacions en derivades parcials, funcions el·líptiques. Però els seus treballs més originals són sobre teoria de la probabilitat: tot i que no publicats, els apunts de les seves classes dels anys 50's i de 1884-85, són un estudi sistemàtic de l'aleatorietat i de la probabilitat, insistint en que tota inferència estadística ha de tenir el suport de l'estadística matemàtica.
Juntament amb Nikolai Braixman va ser fundador de la Societat Matemàtica de Moscou, de la que va ser el seu primer president (1866-1885).